# Danisméndidas

La dinastía de los Danisméndidas, 1097

La dinastía de los Danishmend o Danisméndidas fue un linaje turcomano que dominó Anatolia oriental entre los siglos XI y XII. Fueron los principales rivales de los selyúcidas del Sultanato de Rüm.
La dinastía fue establecida por un hombre de nombre desconocido, que en lengua persa tenía el título de danishmend, un término que hacía referencia a un hombre con educación.  Formó un estado mercenario (dedicado a las razzias), en lugar de una monarquía al estilo de sus vecinos selyúcidas. Se instalaron en Anatolia tras la batalla de Manzikert (1071), en la que los selyúcidas derrotaron al Imperio bizantino y se hicieron con casi toda Anatolia.
Los danisméndidas dominaban el territorio entre Sivas y Melitene (Malatya). En 1097, el selyúcida Kilij Arslan I luchó contra ellos en Melitene, y en su ausencia los cruzados tomaron la capital selyúcida de Nicea; entonces, selyúcidas y danisméndidas se aliaron contra los cruzados, pero fueron derrotados en la batalla de Dorilea (Dorylaeum).
En 1100, Ghazi ibn Danishmend, el hijo de Danishmend, capturó a Bohemundo I de Antioquía, que estuvo cautivo hasta 1103. La alianza entre selyúcidas y danisméndidas derrotó también a la cruzada de 1101. Pero después de esta, Kilij Arslan estableció su capital en Iconio (Konya) y siguió luchando contra los danisméndidas.
En 1130, Bohemundo II de Antioquía murió luchando contra el emir danismend Gumushtugin, al acudir en ayuda del reino armenio de Cilicia. Gumushtugin murió en 1134; y su sucesor Muhammad fue muy débil, por lo que el estado danisméndida declinó, para caer años después en poder de los selyúcidas.
En 1155 Kilij Arslan II atacó a Yaghi-Basan, que buscó apoyo en Nur al-Din, el emir zéngida de Mosul. Nur al-Din tomó Sivas en 1173. Los danisméndidas fueron finalmente derrotados y absorbidos por los selyúcidas hacia 1178, tras la victoria de estos sobre los bizantinos en la batalla de Miriocéfalo (1176).